# Fox River
Fox River é uma Região censo-designada localizada no estado americano de Alasca, no Distrito de Kenai Peninsula.

## Demografia
Segundo o censo americano de 2000, a sua população era de 616 habitantes.

## Geografia
De acordo com o United States Census Bureau, a localidade tem uma área de 335,3 km², dos quais 327,9 km² cobertos por terra e 7,4 km² cobertos por água.

## Localidades na vizinhança
O diagrama seguinte representa as localidades num raio de 40 km ao redor de Fox River.